# 柴湾
柴湾（さいわん、繁体字：柴灣、広東語読み：チャイワン、英語名：同じ、Chai Wan）は、香港島北東部の住宅及び工業、倉庫地区である。

## 概要
MTR港島線（アイランドライン）の東の起終点である。また、赤柱方面への、バス交通の玄関口で、頻繁に運行されている。香港島の北岸を横断する4号幹線道路東区走廊（トンコイサウラウ）の東の起終点である。香港18区では、東区に属する。
香港島では、比較的後から開けたニュータウン地区で、MTRの柴湾駅開業をきっかけに発展した。もともとは、倉庫や工場の立ち並ぶ場所で今もその名残は街中に残っている。それゆえ、工場通勤者を当てこんだ、観塘方面などへ行く赤いミニバスの停留所が見られる。
東区の住民で、赤柱方面へ行く場合は、ここ柴湾までMTRでたどり着き、ここから緑のミニバスに乗るのが最短な行き方である。このミニバスは、本数は非常に多い。
柴湾の短い歴史：「柴」という名前は文字通り薪を意味し、「湾」は湾を意味します。 その命名は、おそらく初期の薪の豊富な生産のためです。
香港都市評議会が編集した「羅屋博物館」のテキスト調査によると、の本は、北宋と南宋の時代に柴湾に住民が定住した可能性があると述べています。 その間、福建省広州への旅を続ける前に、柴湾で水を購入した商人がいました。

18世紀から9世紀にかけて、柴湾地域に定住した客家が何人かいました。